# Sayaka Ōhara
Sayaka Ōhara (大原 さやか?, Ōhara Sayaka; Prefettura di Kanagawa, 6 dicembre 1975) è una doppiatrice giapponese.
Conosciuta anche con il soprannome di Saaya, saya-saya (さぁや、さやさや?), si è laureata nella facoltà di lettere, alla Aoyama Gakuin University. È attualmente associata alla Tokyo Actor's Consumer's Cooperative Society. Si è sposata nel giorno del suo 34º compleanno.
Suo fratello minore, Takashi Ōhara, lavora anch'esso come seiyū nella Ken Production.
Sayaka suona il violoncello, e conosce il Cha no yu. Sa parlare molto bene la lingua inglese, e per questo viene definita una delle doppiatrici più versatili della sua generazione.

## Doppiaggio

### Serie animate
1998
- Detective Conan (Yuri Shirai)
- SuperDoll Rika-chan (Izumi-chan)

1999
- BBidaman Bakugaiden V (Jenifer)
- Devillady (Eri Asakawa)
- Seikai no monshō (Kuhaspia)
- Seraphim Call (Kie)
- Space Pirate Mito (Hiroko)
- Space Pirate Mito 2 (Hiroko)

2000
- Detective Conan (Kayoko Takahashi)
- Shima Shima Tora no Shimajirō (Dog girl)
- Vandread (Ezra Vieil)

2001
- Angelic Layer (Yuko Hikawa)
- Detective Conan (Aiko Misawa)
- Inuyasha (Principessa)
- Star Ocean: The Second Story (Nine)
- Vandread (Ezra Vieil)
- Z.O.E. Dolores,i (Operator)

2002
- Aquarian Age: Sign for Evolution (Higashi Arayashiki)
- Azumanga daiō (Mrs Kimura)
- Detective Conan (Megumi Kurata)
- Dragon Drive (Meguru)
- Galaxy Angel (Major Mary)
- Please Teacher! (Kaede Misumi)
- Shrine of the Morning Mist (Shizuka Midou)

2003
- Inuyasha (Wakana)
- Kaleido Star (Layla Hamilton)
- Popotan (Ai)
- Scrapped Princess (Raquel Casull)
- Stratos 4 (Sayaka Kisaragi)
- Sumeba Miyako no Cosmos-sō Suttoko Taisen Dokkoider (Kurinohara/Kurika)
- Yami to bōshi to hon no tabibito (Yōko Sumeragi)

2004
- A15 series
  - Cho Henshin Cos∞Prayers (Pricillaria Shamaran/Sallylayer)
  - Hit o Nerae! (Hikaru Jogasaki)
  - LOVE♥LOVE? (Hikaru Jogasaki)
- Burst Angel (Angelique)
- Detective Conan (Miwa Yasuda)
- Daphne in the Brilliant Blue (Rena Honjou)
- Galaxy Angel (Major Mary)
- Girls Bravo (Maharu Sena Kanaka)
- Kita e (Nurse)
- Maria-sama ga miteru (Yamamura-sensei)
- Midori Days - Midori no hibi (Haruka Kasugano, Marin)
- School Rumble (Tae Anegasaki)

2005
- Aria - The Animation (Alicia Florence)
- Atashin'chi (Woman)
- Black Jack (Patient)
- Bleach (Masaki Kurosaki)
- Emma - Una storia romantica (Grace Jones)
- Full Metal Panic! The Second Raid (Wraith)
- Girls Bravo (Maharu Sena Kanaka)
- Honey and Clover (Rika Harada)
- He Is My Master (Mizuho Sawatari)
- MegaMan NT Warrior (Phakchi Farang)
- Mirmo!! (Mrs Sumita (Charming))
- Noein (Ryouko Uchida)
- Pani Poni (Igarashi-sensei)
- Shakugan no Shana (Bel Peol)
- Starship Operators (Isabel Ferini)
- SoltyRei (Miranda Maverick)
- Trinity Blood (Noélle Bor)
- Tsubasa RESERVoir CHRoNiCLE (Yuko Ichihara)
- Viewtiful Joe (Silver Snow)
- Windy Tales (Attrice del cinema)

2006
- Aria - The Natural (Alicia Florence)
- Bartender (Sayo Yamagichi)
- Il guerriero alchemico (Mayumi Hayasaka)
- Chocotto Sister (Ayano Sonozaki)
- Code Geass: Lelouch of the Rebellion (Lelouch Vi Britannia bambino)
- Honey and Clover II (Rika Harada)
- Hell Girl (Chinami Hagisawa)
- Ken il guerriero: Le origini del mito (Yáng Měi-Yù)
- Keroro (Mukero) - ep. 98
- MAJOR (Shizuka Saotome)
- MÄR (Venus)
- Project BLUE Chikyuu SOS (Emery)
- School Rumble (Tae Anegasaki)
- The Good Witch of the West (Hyla)
- Tonagura! (Hatsune Arisaka)
- Tsubasa RESERVoir CHRoNiCLE (Yuko Ichihara)
- Utawarerumono (Urutori)
- xxxHOLiC (Yuko Ichihara)

2007
- Bamboo Blade (Mumuhouse Manager)
- Blue Dragon (sorella di Tonto)
- Il nostro gioco (Miko Nakarai)
- Darker than Black (Mina Kandaswami)
- Emma - Una storia romantica (Grace Jones)
- GR: Giant Robo (Isabella Raid)
- Higurashi no naku koro ni (madre di Rika)
- Kaze no stigma (Kirika Tachibana)
- Jūsō Kikō Dancouga Nova (Seimī)
- MAJOR (Shizuka Saotome)
- Moyasimon (Haruka Hasegawa)
- Romeo × Juliet (Hermione)
- Princess Resurrection (Micasa)
- Prism Ark (Echo)
- Saru Get You -On Air- (Akie)
- Shakugan no Shana (Bel Peol)
- Shugo Chara - La magia del cuore (madre di Nadeshiko)
- Skull Man (Yui Onizuka)
- Suteki Tantei Labyrinth (Miyako Tomaru)

2008
- Aria - The Origination (Alicia Florence)
- Blassreiter (Beatrice Grese)
- The Earl and The Fairy (Ermine)
- Hidamari Sketch×365 (Naoi)
- Linebarrels of Iron (Yui Ogawa)
- Kilari (Professoressa Sumina)
- RIN - Le figlie di Mnemosyne (Laura)
- Nodame Cantabile: Paris hen (Son Rui)
- Sekirei (Miya Asama)
- Telepathy Shōjo Ran (Yasuko Takasu)
- Tetsuwan Birdy: Decode (Reika Kanno)
- Toradora! (Yasuko Takasu)
- xxxHOLiC: Kei (Yuko Ichihara)
- Zettai karen children (Madre di Minamoto)

2009
- Aoi Hana (Stazione radio)
- Asura Cryin' (Clichy)
- Asura Cryin'2 (Clichy)
- Basquash! (Haruka Gracia)
- Doraemon (Piccola Sirena)
- Fairy Tail (Elsa Scarlett)
- Guin Saga (Regina Tania, Emma)
- Hanasakeru seishōnen (Isabella)
- Hipira-kun (Soul)
- Kūchū Buranko (Sayoko)
- Kurokami (Akane Sano)
- Queen's Blade: Rurō no Senshi (Melpha)
- Queen's Blade: Gyokuza o Tsugumono (Melpha)
- Shugo Chara - La magia del cuore (Madre di Nagihiko)
- Tatakau Shisho: The Book of Bantorra (Renas/Olivia)
- Tetsuwan Birdy: Decode 2 (Kaori Sanada)
- A Certain Scientific Railgun (Telestina)
- Valkyria Chronicles (Selvaria Bles)
- Umineko When They Cry (Beatrice)

2010
- Chū-Bra!! (Tamaki Mizuno)
- MM! (Tomoko Sado)
- Nodame Cantabile Finale (Son Rui)
- Otome yōkai Zakuro (Zakuro's mother)
- Sekirei (Miya Asama)
- Tamayura (Sayomi Hanawa)
- The Qwaser of Stigmata (Urada Oikawa)

2011
- Fairy Tail (Elsa Knightwalker)
- Fate/Zero (Irisviel von Einzbern)
- Oniichan no Koto Nanka Zenzen Suki Janain Dakara ne!! (Nanaka Takanashi)[senza fonte]
- Usagi Drop (Yukari Nitani)

2014
- Nisekoi - False Love (Mrs. Onodera)

2016
- Pretty Guardian Sailor Moon Crystal (Michiru Kaiou/Sailor Neptune)

2018
- HUGtto! Pretty Cure (Papple)

2019
- Kenja no mago (Miria)
- Isekai Cheat Magician (Lemiya)
- How Heavy Are the Dumbbells You Lift? (Yakusha Kure)

2020
- Sleepy Princess in the Demon Castle (Neo Alraune)[1]

2021
- Edens Zero (Elsie Crimson)
- That Time I Got Reincarnated as a Slime (Frey)
- Waccha PriMagi! (Undine)

2022
- Cyberpunk: Edgerunners (Yumiko)
- Trapped in a Dating Sim: The World of Otome Games Is Tough for Mobs (Mylene Rapha Holfort)[2]

2023
- Tomo-chan Is a Girl! (Ferris Olston)

2025
- You and Idol Pretty Cure♪ (Pikarine)
- New Panty & Stocking with Garterbelt (Prigioniera B)

### OAV
- Air Gear (Ine Makigami)
- ARIA (Alicia Florence)
- BALDR FORCE EXE RESOLUTION (Reicca Tachibana)
- Bleach: Memories of Nobody (Masaki Kurosaki)
- Bokusatsu tenshi Dokuro-chan 2 (Babel)
- Castigo Celeste XX Angel Rabbie (Margareta)
- Dogs: Bullets & Carnage (Kiri)
- Freedom Project (Voce di Eden, madre di Ao)
- Higurashi no naku koro ni (Madre di Rika)
- Ichi the Killer - Episode 0 (Midori)
- Kaleido Star (Layla Hamilton)
- Kikaider 01 the Animation (Rieko)
- Kirameki Project (Klone)
- Mobile Suit Gundam SEED C.E. 73: Stargazer (Selene McGriff)
- Negima! Magister Negi Magi: Mō Hitotsu no Sekai (Donet McGuiness)
- Sakura Taisen (Ankhesenamen)
- Stratos 4 (Sayaka Kisaragi)
- Tsubasa TOKYO REVELATIONS (Yuko Ichihara)
- Tsubasa RESERVoir CHRoNiCLE (Yūko Ichihara)
- XxxHOLiC (Yūko Ichihara)

### Film d'animazione
- Detective Conan - Solo nei suoi occhi (Sara Shiratori)
- King of Thorn (Katherine Turner)
- Evangelion: 1.0 You Are (Not) Alone (Staff Nerv)
- The Tunnel to Summer, the Exit of Goodbyes
- Tsubasa Chronicle - Il film (Yuko Ichihara)
- You're Under Arrest - The Movie (Natsuyo Tanaka)
- xxxHOLiC - Il film (Yuko Ichihara)
- Your Name. (Futaba Miyamizu)

### Drama CD
- Fate/Zero (Irisviel von Einzbern)

### Videogiochi
- .hack//G.U. Vol. 1//Rebirth (Kaede)
- .hack//G.U. Vol. 2//Reminisce (Kaede)
- .hack//G.U. Vol. 3//Redemption (Kaede)
- .hack//G.U.: Last Recode (Kaede)
- AI: The Somnium Files (Hitomi Sagan)
- AI: The Somnium Files - nirvanA Initiative (Hitomi Sagan)
- Aion: The Tower of Eternity
- Angel Profile (Helena)
- Ape Escape 3 (Aki)
- AquaPazza: AquaPlus Dream Match (Ulthury, Narratrice)
- Arcana Heart 2 (Clarice Di Lanza)
- Arcana Heart 3 (Clarice Di Lanza)
- ARIA (Alicia Florence)
- ARIA -The Sky Over the Blue Planet- (Alicia Florence)
- Armored Core for Answer (INTERIOR UNION client)
- Armored Core: Formula Front (AC voice)
- Armored Core: Last Raven (Alliance headquarters)
- Bleach: The 3rd Phantom (Konoka Suzunami)
- Bleach: Brave Souls (Masaki Kurosaki)
- Blue Archive (Rin Nanagami)
- Bravely Default II (Aileen)
- Castlevania: The Dracula X Chronicles (Annette)
- Castlevania Judgment (Carmilla)
- Castlevania: Grimoire of Souls (Annette/LesserVampire)
- Coded Soul: Uke Keigareshi Idea (May)
- Dengeki Gakuen RPG: Cross of Venus (Yasuko Takasu)
- Dengeki Bunko: Fighting Climax (Selvaria Bles)
- Dragalia Lost (Freyja)
- Dragon Quest Monsters: Il Principe oscuro (Antica Regina di Elfetia)
- Dragon's Dogma (Grette)
- Duel Sabar Destine (Dahlia)
- Enchanted Arms (Sayaka)
- Etrian Odyssey Untold: The Millennium Girl (Sakuya)
- F Fanatic (Lisa Lil)
- Farmagia (L'Oreille)
- Fate/tiger colosseum (Irisviel von Einzbern)
- Fate/Grand Order (Irisviel von Einzbern)
- Final Fantasy X (Lucil)
- Final Fantasy X-2 (Lucil, Nhadala)
- Final Fantasy XIV: A Realm Reborn (Livia sas Janius, Lucia)
- Final Fantasy XIV: Heavensward (Lucia)
- Final Fantasy XIV: Endwalker (Lucia, Galene)
- Fire Emblem: Fates (Mikoto)
- Fire Emblem Heroes (Mikoto)
- Galaxy Angel, Galaxy Angel: Moonlit Lovers & Galaxy Angel: Eternal Lovers (Dr. Kela)
- Genshin Impact (Ningguang)
- God Eater (Sakuya Tachibana)
- Goddess of Victory: Nikke (Harran)
- Granblue Fantasy (Magisa)
- Grandia Online (Kachua)
- Gundam Battle Royale (Miyu Takizawa)
- Gundam Battle Chronicle (Hoa Blanchett)
- Kenka Banchou (Yūko Mizutari)
- Kin'iro no Corda2 Encore (Mari Tsuzuki)
- Kin'iro no Corda3 (Ryoko Mikage)
- Luminous Arc (Claire)
- Mobile Suit Gundam: 0083 Card Builder (Miyu Takizawa)
- Mobile Suit Gundam: MS Sensen 0079 (Hoa Blanchett)
- Mobile Suit Gundam Seed Destiny: Federation vs. Z.A.F.T. II (Selene McGriff)
- Odin Sphere (Griselda, Madre di Alice, Vulcan)
- Overwatch (Mercy)
- Phantasy Star Portable 2 (Mika)
- Queen's Blade (Melpha)
- QUIZ MAGIC ACADEMY (Yang Yang)
- Persona 4 (Margaret, Noriko Kashiwagi)
- Persona 3 Portable (Margaret)
- Persona 4 Arena (Margaret)
- Persona 4 Arena Ultimax (Margaret)
- Persona Q: Shadow of the Labyrinth (Margaret)
- Persona 4: Dancing All Night (Margaret)
- Persona Q2: New Cinema Labyrinth (Margaret)
- Pokémon Masters EX (Samina)
- Project X Zone (Selvaria Bles)
- Queen's Gate: Spiral Chaos (Melpha)
- Raidou Remastered: The Mystery of the Soulless Army (Aralda del Yatagarasu)
- School Rumble: Neru Musume wa Sodatsu (Tae Anegasaki)
- School Rumble: Nesan Jiken Desu! (Tae Anegasaki)
- SD Gundam G Generation Spirits (Miyu Takizawa)
- Sekirei (Miya Asama)
- Sengoku Basara: Samurai Heroes (Saica Magoichi)
- Sengoku Basara 4 (Saica Magoichi)
- Sengoku Basara: The Legend of Sanada Yukimura (Saica Magoichi)
- Shadowrun (Operator)
- Shin Megami Tensei: Strange Journey Redux (Mem Aleph)
- Shin Megami Tensei V (Cleopatra)
- Shin Megami Tensei V: Vengeance (Cleopatra)
- SkyGunner (Femme)
- Suikoden V (Arshtat, Hazuki, Leknaat, Sharmista)
- Suikoden Tierkreis (Zenoa, Neira)
- Summon Night 4 (Rolett)
- Sumomomo Momomo (Rurika Miduki)
- Super Robot Wars OG Saga: Endless Frontier (Otone, Anne Sirena)
- Super Robot Wars OG Saga: Endless Frontier EXCEED (Anne Sirena, Hilde Brun)
- Tales of Rebirth (Hilda Rhambling)
- The King of Fighters: All Star (Chizuru Kagura)
- The King of Fighters XV (Chizuru Kagura)
- The Legend of Heroes: Trails from Zero (Cecile Neues)
- The Legend of Heroes: Trails to Azure (Cecile Neues)
- The Legend of Heroes: Trails of Cold Steel IV (Cecile Neues)
- The Legend of Heroes: Trails into Reverie (Cecile Neues)
- Umineko When They Cry (Beatrice)
- Utawarerumono (Urutorī)
- Valkyria Chronicles (Selvaria Bles)
- Valkyria Chronicles III (Selvaria Bles)
- White Knight Chronicles (Florraine)
- Xenoblade Chronicles 3 (P)
- XxxHOLiC (Yūko Ichihara)
- Zoids (Jessica Lambert)

### Fiction TV
- I Soprano (Meadow Soprano)